# Магерівський район

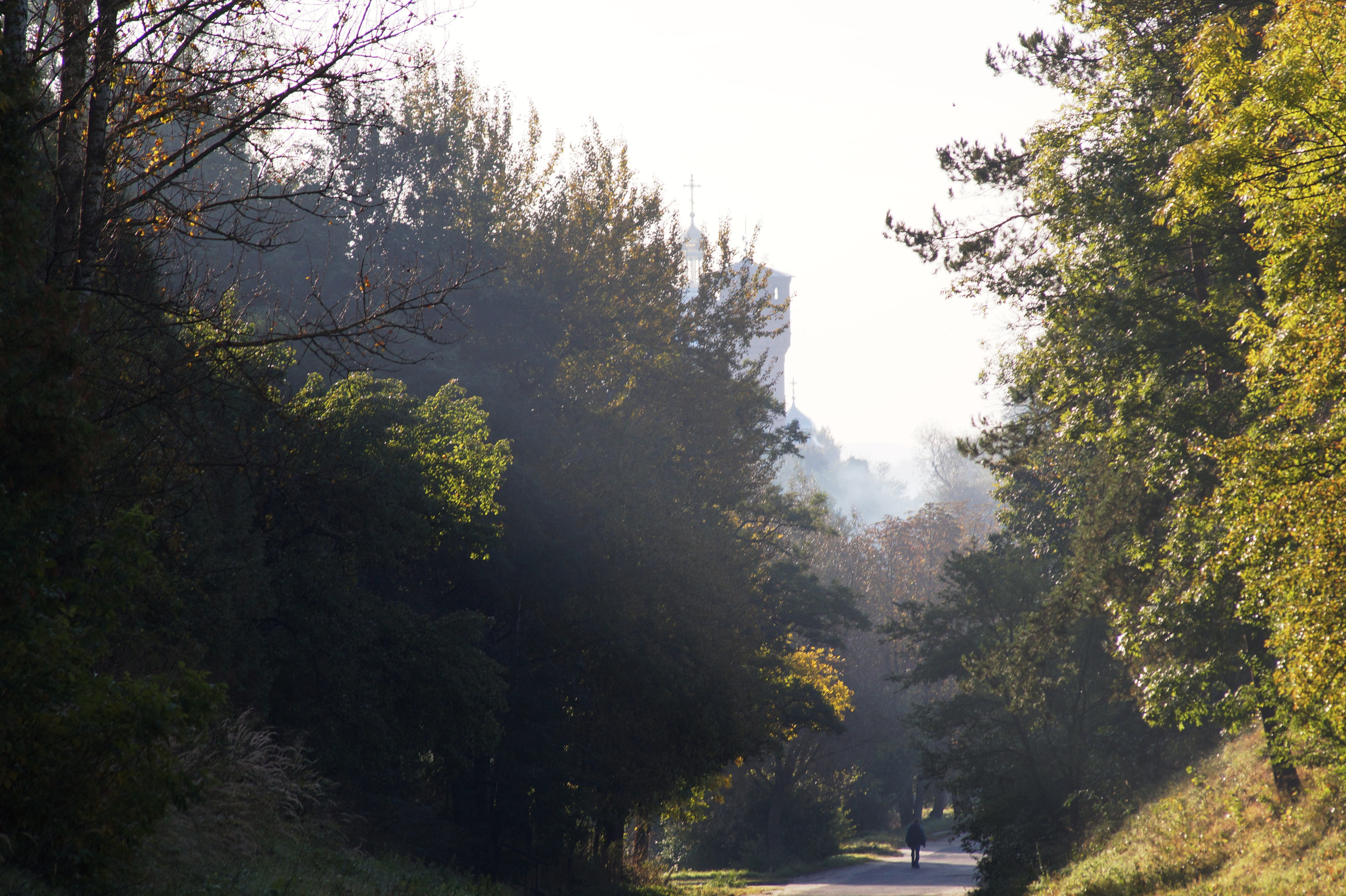

Колишній район Львівської області центром якого було смт. Магерів.

## Історія
Магерівський район існував у 1940–1941 рр. Припинив своє функціонування на час нацистської окупації, його було відновлено у 1944 році, а 25.09.1958 р. територію було передано Рава-Руському району.

## Демографія Магерівського району
У Магерівському районі було 157 населених пунктів, однак 140 з них мали населення до 100 мешканців. Окремі сільські ради, наприклад, Боброїдська та Лавриківська Магерівського району, складалися з великої кількості (10-15) населених пунктів, майже всі з яких належали до хуторів.

## Магерівський райкомКП(б)У
Одразу після встановлення радянської влади в районі було створено Магерівський райком КП(б)У — у грудні 1939 року, однак у червні 1941 у зв'язку з нацистською окупацією припинив свою діяльність. У жовтні 1944 року його було відновлено. У жовтні 1952 року перейменовано на Магерівський райком КПУ. Ліквідований у травні 1959 р. після передачі території Рава-Руському району.
Структура райкому включала наступні підрозділи: Бюро (загальний відділ), організаційно-інструкторський відділ (з 1949 р. — відділ партійних, профспілкових та комсомольських організацій), сектор партійної статистики, відділ пропаганди i агітації, сільськогосподарський відділ, військовий відділ, відділ по роботі серед жінок, відділ кадрів. Попри тоталітарну систему звіти райкому партії свідчать про спроби окремих керівників районної ланки вийти з-під контролю райкому партії (1949 р.) про порушення революційної законності відповідальними партійними, радянськими, господарськими працівниками, а також суду, прокуратури, міліції (1945p.-1950 р.), про діяльність ОУН-УПА в селах району та участь партійної організації у створенні, керівництві винищувальним батальйоном (1944-1947p.p.), створення груп охорони громадського порядку (1953 р.), політичний настрій населення (1944p.), прояви невдоволення селян темпами масової колективізації (1950 p.), про стан критики та самокритики у партійній організації району (1947p.), висунення на керівні посади вихідців із району (1953p.).
Магерівський райком КП(б)У займався проведенням траурних мітингів у зв'язку із смертю Сталіна (1953p.), загальних зборів за підсумками судового процесу над Л.Берією (1954 р.), кампанії збору підписів під Зверненням Всесвітньої Ради Миру проти підготовки атомної війни (1955 р.), за припинення випробовувань ядерної зброї (1957 р.), про залучення до громадсько-політичної роботи реемігрантів (1957 р.). У 1950 р. в районі було завершено суцільну колективізацію.

## Репресії, насильне переселення та німецька окупація
У січні 1940 р. постановою Політбюро ЦК ВКП(б) було визначено 800-метрову смугу уздовж західної та південно-західної дільниці державного кордону СРСР. На виконання цієї постанови 3 квітня 1940 р. РНК України своєю ухвалою конкретизувала заходи, які необхідно було здійснити у вказаній смузі. З 229 населених пунктів передбачалося виселити 21212 родин, що становило 102800 осіб. У прикордонній смузі Львівської області виселенню підлягали ряд сіл зокрема Білоколонія, присілки Краснянка й Бірки Магерівського району. Усього з районів Львівської області — Янівського, Синявського, Любачівського, Угнівського, Рава-Руського, Немирівського, Магерівського, Горинецького, Великомостівського й Ляшківського — відселялося 2500 господарств, або 11995 осіб. Для цих переселенців за місце постійного проживання були визначені колонії в Аккерманській (Ізмаїльській) області.
Так само потерпіло населення і від німецької окупації. Зокрема багато мирних людей загинуло внаслідок авіанальотів — як під час наступу німецьких військ, так і їх відступу. Значна частина житлових будинків була знищена внаслідок авіанальотів у Магерові.
Після відновлення радянської влади продовжились репресії проти мирного населення. Зокрема станом на 1948 рік в 12-ти районах Львівської області, зокрема Магерівському в часі від 17. 7. 1944 р. — 17. 7. 1947 р. було заслано на Сибір — 2.123 осіб, в тому числі 624 осіб, переважно стариків, 898 жінок і 601 дитину; вивезли на примусові роботи в Донбас — 649 осіб, вбили 1.817 осіб, в тому числі 120 стариків, 90 жінок, 68 малих дітей; арештували — 3.479 осіб; спалили — 2.706 господарств; пограбували — 2.650 госп.; пограбували 40 церков; знищили — 136 бібліотек.
28 та 29 вересня 1946 року від селян Магерівського району на приймальні «Заготзерна» не надійшло жодного кілограма в рахунок зобов'язань по виконанню хлібопоставок. З 18 сіл району план хлібопоставок виконали лише 3.

## Атеїстична пропаганда та діяльність релігійних організацій
Попри те, що радянська влада забороняла релігійну діяльність та переслідувала віруючих і священиків зліквідувати релігійні організації їй так і не вдавалось. У багатьох випадках греко-католицькі громади, які залишились без священика переходили в православ'я. Зокрема так сталось у селі Городжів, де у 1945 році православній громаді було передано пустуючий греко-католицький храм.
Окрім УГКЦ переслідувались інші конфесії. Щоправда у багатьох випадках кількість їхніх вірян тільки зростала. Зокрема у 1957 році у селі Луцики налічувалось 49 вірних Євангельських християн баптистів, а у селі Нова Кам'янка — 37.

## ДіяльністьОУНтаУПАу Магерівському районі
Магерівський район був одним з осередків активної діяльності ОУН та УПА. З ними активну боротьбу вели підрозділи НКВС. Зокрема з 18 по 24 серпня 1944 р. в лісових масивах Рава-Руського, Немирівського, Магерівського і Великомостівського районів відбувалась операція за участі 13 тис. військовослужбовців. Вбито підпільників — 929, заарештовано тих, що переховуються від Червоної армії — 240. Щоправда трофеїв здобуло набагато менше: мінометів — 3, кулеметів — 14, автоматів — 92, гвинтівок — 116.
20 березня 1945 року в результаті чекістсько-військової операції з ліквідації обласної «Української державної служби безпеки» ОУН (УДСБ ОУН), яка оперувала в Раві-Руському, Магерівському, Жовківському, Кам'янко-Струмилівському, Львівському та інших районах вбито її керівника «Крука» і 18 вояків, відбито обоз з 3 возів, 6 коней, зброя, боєприпаси, спорядження. Вилучені документи свідчать, що боївка СБ займалася розширенням агентурної мережі, а також затримувала, допитувала і знищувала тих, хто співпрацював з радянською владою.
Підпільна боротьба на територія району продовжувалась і в 1948 році. Зокрема 6 січня 1948 року в селі Кам'янка-Липники відбулась перестрілка між підпільниками та бійцями ОББ (отдєл борьби с бандітізмом), які грабували в селян сіно; а вже наступного дня у селі Лавриків підпільники зліквідували стрибка.

### Магерівський район в адміністративній структурі ОУН
У зв'язку із зміною адміністративних меж районів після приходу Червоної Армії у липні 1944 р. проведено також реорганізацію структур ОУН.
Сокальську округу ОУН поділено на три надрайони: Радехівський, Кам'янко-Буський, Рава-Руський. у Рава-Руський надрайон увійшли — Рава-Руський, Жовківський, Великомостівський, Магерівський райони.

## Постаті, пов'язані з Магерівським районом
З 1953 по 1959 р. головним ветлікарем Магерівського району працював Валентин Андрійович Яблонський — доктор біологічних наук, професор, заслужений діяч науки і техніки України, член-кореспондент Національної академії аграрних наук, дійсний член Академії наук вищої школи України. У 1994 році, після обрання народним депутатом України він приймав активну роботу над створенням Конституції України.